# Jean-Pierre Marty
Pour les articles homonymes, voir Marty.
Jean-Pierre Marty, né le 12 octobre 1932 à Paris où il est mort le 14 mars 2024, est un pianiste et un chef d'orchestre français.

## Carrière
Enfant il étudie le piano avec Marcel Ciampi, Alfred Cortot puis Julius Katchen. Il donne son premier concert en 1946 comme accompagnateur de Pierre Fournier, suivi d'un concert de trois concertos (Bach, Mozart, Beethoven) à l'École Normale de Musique. C'est à cette époque qu'il entre au conservatoire de Paris dans la classe de Nadia Boulanger dont il sera proche jusqu'au décès celle-ci (en 1979). Parallèlement il fait des études de droit et de sciences politiques. En 1953 un grave accident musculaire interrompt un temps sa carrière pianistique. Il doit alors se consacrer à des activités para-musicales chez Pathé Marconi. Ses nouvelles fonctions ne l'empêchent pas de réaliser pour La Voix de son Maître un disque consacré aux Pièces diverses de Chopin qui est très bien accueilli. 
En 1958 il demande son transfert aux États-Unis, et quittant finalement le monde discographique, il devient le pianiste du New York City Ballet de George Balanchine. Puis, il commence la direction d'orchestre, sur les conseils et quelques leçons de Robert Irving, le directeur musical du ballet. Il passe ensuite à l'American Ballet Theater en 1963 en tant que chef d'orchestre. En 1965, passant à la direction d'opéra, il crée à Marseille l'opéra de Kenton Coe Sud, d'après la pièce de Julien Green. S'ensuivent de nombreux engagements et enregistrements chez Pathé Marconi : la Belle Hélène, la Grande Duchesse de Gerolstein d'Offenbach, les Saltimbanques de Louis Ganne, le Barbier de Séville de Rossini, et un récital d'opéra avec Mady Mesplé. Aux États-Unis il dirige aussi à l'opéra de Washington le Comte Ory de Rossini et au New-York City Opera Pelleas et Mélisande de Debussy et Manon de Massenet. Très proche de Gian Carlo Menotti, il participe au festival de Spoleto et crée les versions françaises de La Sainte de Bleecker Street à l'opéra de Lyon et de Help, help, the Globolinks à l'opéra de Genève.
En 1973 il revient définitivement en France où il est appelé d'abord à diriger le service lyrique de la radio avant de fonder la Saison lyrique de Radio France en 1975 qui fonctionne jusqu'à son départ en 1980 : son programme était spécialisé dans la révélation de chefs-d'œuvre d'opéra oubliés ou méconnus : il en  programme une centaine, dirigeant personnellement, entre autres, trois premières françaises de Tchaïkovsky avec l'Orchestre Philharmonique et l'Orchestre National de France : La Pucelle d'Orléans, Mazeppa, L'Opritchnik. Avec ce même Orchestre National il dirige l'intégrale de l'œuvre lyrique de Francis Poulenc dont INA mémoire vive a publié la Voix humaine avec Jeanne Rhodes et Dialogues des Carmélites avec Régine Crespin, Felicity Lott. 
À la même époque, il reprend occasionnellement des activités de pianiste professionnel et donne de nombreux concerts à la salle Gaveau et à l’École normale de Musique dont beaucoup furent enregistrés et diffusés par Radio France. La plupart des contributions de cet artiste appartiennent au patrimoine INA, y compris les opéras de Tchaïkovsky et sont susceptibles de diffusion. Cependant un enregistrement privé aux États-Unis au début des années 1970 de toute la première partie de l'œuvre pianistique de Schumann a été publié par Solstice en 2008 dans coffret de huit cd et a été chaleureusement accueilli par la critique. 
Après son départ de Radio France, il se consacre essentiellement à la rédaction de trois ouvrages : Les Indications de Tempo de Mozart (Yale University Press, puis Librairie Séguier) ; Vingt-quatre leçons avec Chopin (Éditions Singulières) ; La Méthode de piano de Chopin, essai pédagogique (Éditions Singulières). De 1987 à 1993 il est directeur du Conservatoire américain de Fontainebleau. Dans la dernière partie de sa carrière, il se consacre a l'enseignement de la direction et rédige notamment un précis sur le sujet.
Jean-Pierre Marty est mort le 14 mars 2024 dans le 14e arrondissement de Paris.

## Sources
- Alain Pâris, Dictionnaire des interprètes, Bouquins/Laffont 1989 pp.597-598
- Radio suisse romande, Espace 2, Avant-scène, 04.01.2014 19:00 - 20:08, interview par Paul-André Demière
- Radio suisse romande, Espace 2, Comme il vous plaira, 30.03.2014 15:03 - 16 :00, interview par Charles Sigel